# Buziniata
Buziniata (en rus: Бузынята) és un poble del krai de Perm, a Rússia, que en el cens del 2010 tenia 6 habitants.